# Velimir Vukićević

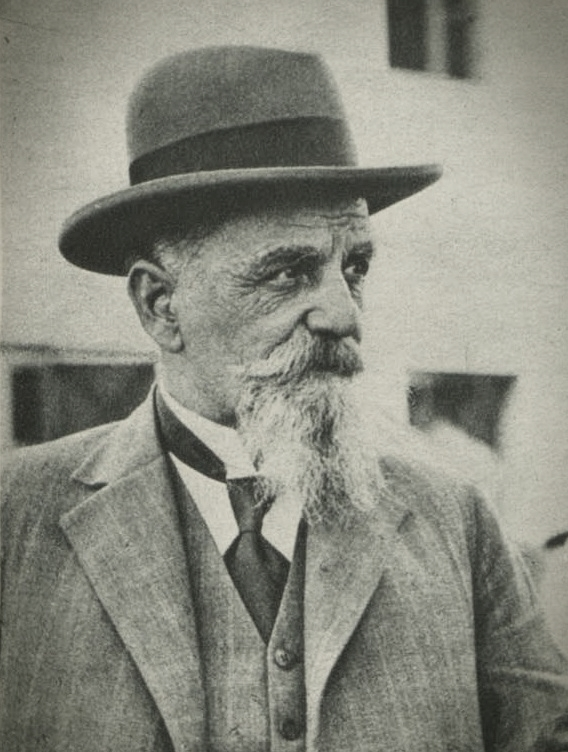

Velimir Vukićević (11 de julho de 1871 - 27 de novembro de 1930) foi um político sérvio iugoslavo, primeiro-ministro da Iugoslávia na primavera de 1928. Durante o seu mandato ocorreram os assassinatos do parlamento que conduziram ao estabelecimento de uma ditadura real no semestre seguinte.
Professor de escola secundária, membro do Partido Radical Sérvio, foi ministro de vários gabinetes do destacado político Nikola Pašić. Próximo ao Rei Alexandre, que mantinha relações tensas com Pašić, muitas vezes serviu como um contrapeso positivo para a coroa frente a isso.
Após a morte de Pašić, foi um dos dirigentes radicais que lideraram uma das facções que dividiram o partido.
Seu mandato foi marcado por uma excepcional inexistência de tensão étnica na Croácia, mas como a causa seria a aliança política do líder político croata Stjepan Radić e o líder político dos sérvios da Croácia Svetozar Pribićević em uma oposição unida ao governo, isso foi um desenvolvimento mal recebido pelo governo. Vukićević exerceu pressão sobre jornais dependentes de subsídios do governo para lançar uma campanha violenta contra a oposição. Vukicevic renunciou logo após a violência entre os membros do Parlamento, no qual três membros croatas do Parlamento foram mortos.